# Textilverlag
Als Textilverlag bezeichnet man ein Textilhandelsunternehmen, das Stoffe exklusiv vertreibt. Dies unterscheidet es vom Textilgroßhandelsunternehmen, das Stoffe vertreibt, die auch von anderen Händlern vertrieben werden.
Ähnlich wie ein Verlag im Bereich der Medien, erwirbt ein Textilverlag Rechte an den Dessins, lässt die Textilien herstellen, bevorratet und vertreibt sie. Teilweise werden Stoffe entworfen oder Entwürfe der Hersteller optimiert.
Der Vertrieb erfolgt in der Regel nicht direkt an den Endverbraucher, sondern über Industrie und Handwerk, da die Meterware kein Endprodukt ist. Das fertige Polstermöbel, die Fensterdekoration, Wandbespannung oder Bekleidung wird an den Kunden verkauft.
Heute ist der Begriff Verlag fast ausschließlich mit Medien assoziiert. Textilverlage existierten aber bereits vor den ersten Medienverlagen. Sie sind typisch für das Verlagssystem, indem sie Waren verlegt haben, die teilweise in Heimarbeit produziert wurden. Viele edle Textilien sind von jeher ein Importprodukt. Zur Blütezeit der Seidenstraße spielten Verleger eine große Rolle, indem sie mit Stoffen Handel trieben.
Der größte Stoffverlag der Welt ist die Firma JAB Anstoetz aus Bielefeld. Weitere Firmen sind Indes Fuggerhaus, Sahco Hesslein, Zimmer + Rohde, Kinnasand, Nya Nordiska, Saum & Viebahn (Kulmbach), Höpke, Heco und Kvadrat.